# Zbigniew Robert Promiński
Zbigniew Robert Promiński, med artistnamnet Inferno, född 30 december 1978, är en polsk trummis i black/death metal-bandet Behemoth. Promiński är känd som den en av de snabbaste trummisarna inom dagens death metal.

## Diskografi

### Med Behemoth
- 1997 – Bewitching the Pomerania
- 1997 – Pandemonic Incantations
- 1999 – Satanica
- 2000 – Thelema.6
- 2001 – Antichristian Phenomenon
- 2002 – Zos Kia Cultus (Here and Beyond)
- 2003 – Conjuration
- 2004 – Demigod
- 2007 – The Apostasy
- 2009 – Evangelion
- 2014 – The Satanist

### Med andra band
- 1996 – Rebel Souls - Damnation
- 1997 – Coronation - Damnation
- 1997 – Demonseed - Azarath
- 2003 – Infernal Blasting - Azarath
- 2003 – Masochistic devil worship - Witchmaster
- 2003 – Witchmaster - Witchmaster